# روبن کورتیز
روبن کورتیز (انگلیسی: Robin Curtis؛ زادهٔ ۱۵ ژوئن ۱۹۵۶) یک هنرپیشه اهل ایالات متحده آمریکا است.